# Fregim
Fregim ist eine Gemeinde im Nordwesten Portugals.
Fregim gehört zum Kreis Amarante im Distrikt Porto, besitzt eine Fläche von 10,4 km² und hat 2730 Einwohner (Stand 19. April 2021).